# Gloioderma
Gloioderma, rod crvenih algi iz porodice Faucheaceae, dio reda Rhodymeniales. Opisan je 1851. i taksonomski je priznat. 
Postoje četiri taksonomski priznatih vrsta, sv su morske

## Vrste
1. Gloioderma atlanticum Searles
2. Gloioderma australe J.Agardh - tip
3. Gloioderma halymenioides (Harvey) J.Agardh
4. Gloioderma iyoense Okamura